# Támer János
Támer János (Sárszentlőrinc, 1843. december 23. – Tolnanémedi, 1896. december 15.) evangélikus lelkész, alesperes, Támer János kovácsmester és Varga Erzsébet fia.

## Élete
Az algimnáziumot szülőhelyén, a felsőbbeket és a teológiát Sopronban végezte, hol Lenck nagykereskedőnél egyszersmind nevelő volt. Tanulmányait befejezvén, a hallei egyetemen tanult. Hazajővén Sárszentlőrincen volt rövid ideig tanár és nemsokára, 1869-ben a tolnanémedi evangélikus gyülekezet hívta meg lelkészének, itt is hunyt el.
A Protestáns Pap c. hirlapba írt vallásos irányú költeményeket.

## Munkája
- Szabados Ilonka. Költői beszély XII énekben. Kecskemét, 1889. (Ism. Vasárnapi Ujság 45. sz.).